# John MacGillivray
John MacGillivray ( 18 de diciembre de 1821 – 6 de junio de 1867) fue un naturalista escocés, activo en Australia entre los años 1842 a 1867.

## Biografía
Era aborigen de Aberdeen, hijo del ornitólogo William MacGillivray. Tomó parte de tres expediciones científicas por parte de la Royal Navy, por el Pacífico. En 1842 navegó como naturalista a bordo del HMS Fly, enviado a estudiar el estrecho de Torres, Nueva Guinea, y las costas orientales de Australia, retornando a Inglaterra en 1846.
Ese mismo año fue nombrado como naturalista en los viajes de HMS Rattlesnake, a cargo del capitán Owen Stanley), recolectando en aguas australianas en: Puerto Curtis, Rockingham Bay, Port Molle, Cabo York, Gould Island, isla Lagarto y Moreton Island en Queensland, Port Essington (Territorio del Norte) y visitando Sídney (Nueva Gales del Sur) en varias ocasiones. La expedición arribó a Hobart, Tasmania, en junio de 1847 y también exploró el Estrecho de Bass, y la costa sureña de Nueva Guinea y el archipiélago de las Luisiadas. En esa serie de viajes, su logro más notable fue el hacer los registros de las lenguas originarias de los pueblos que encontró. Su relato de los viajes fue publicado en Londres.
En 1852, abandonó a su mujer enferma y a sus hijos en Londres, y se embarcó rumbo a Australia. T.H. Huxley encontró a su esposa consumiendo hasta su último chelín, y le dio 50 libras para enviarla a ella y a los niños de vuelta a Australia, donde sus padres podrían cuidarla. Así fue, y dos semanas después de arribar a Sídney, falleció (Desmond 1994 p. 217).
Las jornadas de MacGilllivray en el HMS Herald también fue condenado al fracaso. El navío visitó la isla de Lord Howe, Nueva Gales del Sur, la isla Dirk Hartog y la bahía Shark, Australia Occidental. En esa expedición fue acompañado por el naturalista escocés William Grant Milne. MacGillivray dejó el viaje a principios de 1855, habiendo sido despedido por el capitán Henry Mangles Denham. Se había convertido en un borracho, desesperanzado, y cuando murió, en Sídney, Nueva Gales del Sur, el 6 de junio de 1867, solo en una habitación de hotel miserable, los registros señalaron: "de madre y padre desconocidos" (Desmond 1994).

## Honores

### Eponimia

#### Fauna
- Petrel de Fiyi Pseudobulweria macgillivrayi

#### Flora
- (Adiantaceae) Pityrogramma × macgillivrayi Domin[1]
- (Araliaceae) Nothopanax macgillivrayi Seem.[2]
- (Asclepiadaceae) Hoya macgillivrayi F.M.Bailey[3]
- (Celastraceae) Apatophyllum macgillivrayi Cranfield & Lander[4]
- (Cunoniaceae) Weinmannia macgillivrayi Seem.[5]
- (Cyatheaceae) Alsophila macgillivrayi Baker[6]
- (Cyperaceae) Fimbristylis macgillivrayi C.B.Clarke[7]
- (Davalliaceae) Davallia macgillivrayi (Fourn.) Baker[8]
- (Dennstaedtiaceae) Oenotrichia macgillivrayi (Fourn.) Brownlie[9]
- (Ericaceae) Vaccinium macgillivrayi Seem.[10]
- (Euphorbiaceae) Chamaesyce macgillivrayi (Boiss.) D.C.Hassall[11]
- (Hymenophyllaceae) Trichomanes macgillivrayi Baker[12]
- (Myoporaceae) Eremophila macgillivrayi J.M.Black[13]
- (Myrtaceae) Leptospermum macgillivrayi Joy Thomps.[14]
- (Piperaceae) Piper macgillivrayi C.DC. ex Seem.[15]
- (Sapindaceae) Cupania macgillivrayi Seem.[16]
- (Selaginellaceae) Lycopodioides macgillivrayi Kuntze[17]
- (Solanaceae) Nicotiana macgillivrayi Seem.[18]

## Trivia
John MacGillivray jugó hockey en Glenlake Hawks durante su juventud, y fue generalmente conocido como un muy buenjugador. También fue Instructor en Bowcycle y en Mountain Bike en el "Parque Canada Olympic" durante los veranos. Tuvo dos buenos amigos: Thomas Downie y Thomas Bobyn, también jugadores.
- La abreviatura «J.MacGill.» se emplea para indicar a John MacGillivray como autoridad en la descripción y clasificación científica de los vegetales.[19]